# Джо Моррелл
Джо Моррелл (англ. Joe Morrell, нар. 3 січня 1997, Іпсвіч) — валлійський футболіст, півзахисник англійського клубу «Портсмут» та національної збірної Уельсу.

## Клубна кар'єра
Народився 3 січня 1997 року в місті Іпсвіч. Вихованець футбольної школи клубу «Бристоль Сіті». 8 жовтня 2013 року в матчі Трофею Футбольної ліги він дебютував за першу команду в грі проти «Вікем Вондерерз» (2:1).
Так і не пробившись до основи рідного клубу з 2016 року Моррелл здавався в оренду в нижчолігові англійські клуби «Саттон Юнайтед», «Маргейт», «Челтнем Таун» та «Лінкольн Сіті», а за «Бристоль Сіті» Моррелл провів загалом всього 6 ігор в усіх турнірах.
15 жовтня 2020 року Моррелл перейшов у «Лутон Таун». Станом на 25 травня 2021 року відіграв за команду з Лутона 10 матчів в національному чемпіонаті.
9 серпня 2021 року підписав угоду на три роки з клубом «Портсмут».

## Виступи за збірні
Незважаючи на те, що Джо Моррелл народився в Англії, він мав право грати за Уельс через валлійське походження своєї матері. 2013 року він дебютував у складі юнацької збірної Уельсу (U-17), загалом на юнацькому рівні взяв участь у 12 іграх, відзначившись одним забитим голом.
Протягом 2017—2018 років залучався до складу молодіжної збірної Уельсу. На молодіжному рівні зіграв у 6 офіційних матчах, забив 1 гол.
9 вересня 2019 року дебютував в офіційних матчах у складі національної збірної Уельсу в товариській грі проти Білорусі (1:0), відігравши увесь матч
У кінці травня 2021 року Моррелла включили до складу збірної Уельсу для участі в чемпіонаті Європи з футболу.